# Попрудка
Попру́дка — деревня в Любанском городском поселении Тосненского района Ленинградской области.

## История
Впервые упоминается в Писцовой книге Водской пятины 1500 года как деревня Попрудка в Ильинском Тигодском погосте Новгородского уезда.
В переписи 1710 года в Ильинском Тигодском погосте записаны несколько соседних деревень: Попрутка, Жданова Попрутка, Средняя Попрутка, Третья Попрутка и Задняя Попрутка.

ПОПРУДКА — деревня с усадьбой Пельгорского сельского общества, прихода села Пельгоры.

Дворов крестьянских — 10. Строений — 49, в том числе жилых — 14.

Число жителей по семейным спискам 1879 г.: 18 м. п., 23 ж. п.; по приходским сведениям 1879 г.: 21 м. п., 25 ж. п. (1884 год)

В конце XIX — начале XX века деревня административно относилась к Пельгорской волости 1-го стана 1-го земского участка Новгородского уезда Новгородской губернии.

ПОПРУДКА — деревня Пельгорского сельского общества, дворов — 12, жилых домов — 12, число жителей: 16 м. п., 32 ж. п., занятия жителей — земледелие.

ПОПРУДКА — усадьба Ф. К. Пистолькорса, жилых домов — 3, число жителей: 14 м. п., 10 ж. п., занятия жителей — земледелие и отхожие промыслы. 

ПОПРУДКА — хутор Ф. К. Пистолькорса, дворов — 1, жилых домов — 1, число жителей: 1 м. п., 1 ж. п., занятия жителей — земледелие. (1907 год)

Согласно военно-топографической карте Петроградской и Новгородской губерний издания 1917 года деревня Попрудка состояла из 5 крестьянских дворов.
С 1917 по 1927 год деревня Попрудка входила в состав Любанской волости Новгородского уезда Новгородской губернии.
С 1927 года в составе Пельгорского сельсовета Любанского района Ленинградской области.
С 1930 года в составе Тосненского района.
По данным 1933 года деревня Попрудка находилась в составе Пельгорского сельсовета Тосненского района.

План деревни Попрудка. 1937 год

Согласно топографической карте 1937 года деревня насчитывала 17 дворов.
В 1940 году население деревни Попрудка составляло 101 человек.
С 1 сентября 1941 года по 31 декабря 1943 года деревня находилась в оккупации.
В 1958 году население деревни Попрудка составляло 43 человека.
По данным 1966 и 1973 годов деревня Попрудка также находилась в составе Пельгорского сельсовета.
По данным 1990 года деревня Попрудка находилась в составе Любанского сельсовета.
В 1997 году в деревне Попрудка Любанской волости проживали 9 человек, в 2002 году — 18 человек (все русские).
В 2007 году — 8.

## География
Деревня расположена в восточной части района на автодороге 41А-004 (Павлово — Мга — Луга), к северу от центра поселения — города Любань.
Расстояние до административного центра поселения — 10 км.
Расстояние до ближайшей железнодорожной станции Любань — 11 км.
К западу от деревни протекает река Болотница.

## Демография
| 2007 | 2010 | 2017 |
| ---- | ---- | ---- |
| 8    | ↗25  | →25  |